# Eldbjørg Løwer
Eldbjørg Løwer, née le 14 juillet 1943 à Ål (Norvège), est une femme politique norvégienne. Membre de Venstre, elle est ministre de la Défense entre 1999 et 2000. 

## Biographie
Elle est présidente du groupe audiovisuel Norsk rikskringkasting entre 2004 et 2006.

## Sources
- (en) Cet article est partiellement ou en totalité issu de l’article de Wikipédia en anglais intitulé « Eldbjørg Løwer » (voir la liste des auteurs).